# Cezary Tkaczuk
Cezary Andrzej Tkaczuk (ur. 13 maja 1963 w Łosicach) – profesor nauk rolniczych, nauczyciel akademicki, specjalista z zakresu ochrony roślin.

## Życiorys
Absolwent Wydziału Rolniczego Wyższej Szkoły Rolniczo-Pedagogicznej w Siedlcach (1987), obecnie Uniwersytet w Siedlcach. W latach 1987–1990 pracował w Instytucie Sadownictwa i Kwiaciarstwa w Skierniewicach (obecnie Instytut Ogrodnictwa-PIB). Od 1990 r. związany z ówczesną Wyższą Szkołą Rolniczo-Pedagogiczną w Siedlcach, przekształconą kolejno w Akademię Podlaską, a następnie w Uniwersytet Przyrodniczo-Humanistyczny w Siedlcach. Przeszedł kolejne szczeble awansu zawodowego od asystenta poprzez adiunkta i profesora nadzwyczajnego do tytułu profesora. Stopień doktora uzyskał w 1995 roku na tej samej uczelni. Stopień doktora habilitowanego uzyskał w 2009 roku w ówczesnej Akademii Podlaskiej na podstawie rozprawy habilitacyjnej pt. Występowanie i potencjał infekcyjny grzybów owadobójczych w glebach agrocenoz i środowisk seminaturalnych w krajobrazie rolniczym. Tytuł profesora nauk rolniczych otrzymał w 2020 roku. Pełnił funkcję prodziekana Wydziału Rolniczego (1999-2002), zastępcy dyrektora Instytutu Agronomii (2010-2012), a w latach 2010–2020 kierownika Katedry Ochrony Roślin, a następnie Zakładu Ochrony i Hodowli Roślin.

## Działalność naukowa
Działalność naukowa profesora Cezarego Tkaczuka obejmuje zagadnienia dotyczące biologicznych metod ochrony roślin przed szkodnikami, zwłaszcza z wykorzystaniem grzybów entomopatogenicznych oraz akaropatogenicznych. Tematyka tych badań obejmuje zarówno taksonomię i biologię tych patogenów, jak również wpływ czynników środowiskowych i agrotechnicznych na ich występowanie w środowisku glebowym. Jest autorem publikacji naukowych z tego zakresu w czasopismach znajdujących się w bazach Web of Science i Scopus. Odbył długo i krótkoterminowe staże naukowe w: Rothamsted Research, Wielka Brytania (1998), University of Copenhagen, Dania (2001), University of Córdoba, Hiszpania, (2005), Uniwersytecie Łotewskim, Ryga, Łotwa (2015) i Delaware Valley University, USA (2017). Prowadził wykłady jako profesor wizytujący na University of Natural Resources and Life Sciences (BOKU) w Wiedniu (2012). W latach 2004–2011 był przewodniczącym (Subconvenor) Sekcji „Fungi” wchodzącej w skład grupy roboczej „Insect Pathogens and Insect Parasitic Nematodes”, funkcjonującej w strukturach Zachodnio-Paleoarktycznej Regionalnej Sekcji Międzynarodowej Organizacji Biologicznego Zwalczania (IOBC/WPRS).

## Członkostwo
- Członek Komitetu Ochrony Roślin Polskiej Akademii Nauk[2],
- Członek Komitetu Nauk Agronomicznych PAN[2].
- Członek Rady Naukowej Instytutu Ochrony Roślin – Państwowego Instytutu Badawczego w Poznaniu(2021-2025)[8]

## Wyróżnienia
- Medal za Zasługi Dla Siedleckiej Uczelni[9]
- Srebrny Krzyż Zasługi (2000)[10]
- Srebrny Medal za Długoletnią Służbę (2010)
- Odznaka honorowa „Zasłużony dla Rolnictwa” (2015)[11]